# Benedikt Henrici

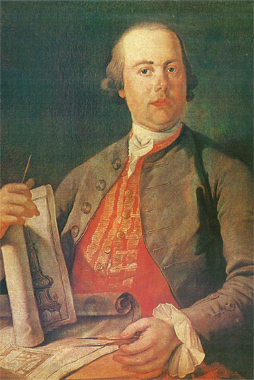
Benedikt Henrici

Benedikt Henrici bzw. Benedikt Hainrizi (getauft 15. Februar 1749 in Laingruben, Benediktbeuern; † 28. August 1799 in Wien) war ein deutsch-österreichischer Bildhauer und frühklassizistischer Architekt.

## Leben

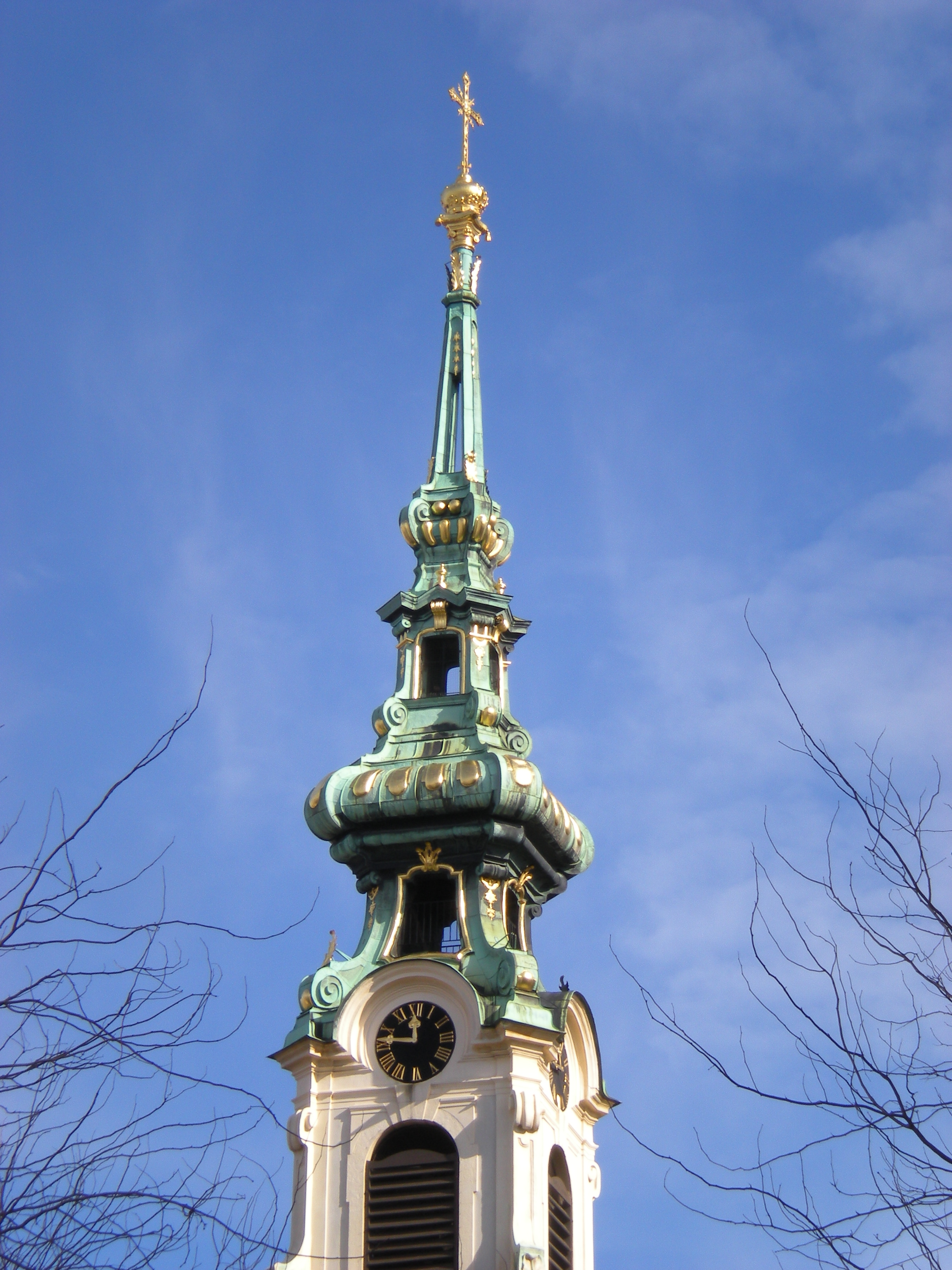
Der spätbarocke Helm der Stiftskirche in Wien

Benedict Henrici wurde als Sohn des Josephus Heinrizi und seiner Ehefrau Catharina in Laingruben, dem heutigen Benediktbeuern, in Bayern geboren. Das genaue Geburtsdatum ist fraglich; er wurde am 15. Februar 1749 auf den Namen Benedictus Hainrizi getauft und weil nach damaliger Gepflogenheit die Taufe sehr bald nach der Geburt erfolgte, könnte dieses Datum auch das Geburtsdatum sein.
Über seine Jugend und seine frühe Ausbildung ist nichts bekannt. Den ersten Hinweis auf seine berufliche Ausbildung liefert eine Eintragung vom 16. Dezember 1766 im Schülerverzeichnis der Akademie der bildenden Künste Wien, wo er als „Benedictus Henrici, Bildhauer aus Benediktbayern“ eingetragen ist.
Im Jahre 1775 war Henrici Mitarbeiter von Johann Ferdinand Hetzendorf von Hohenberg bei der Ausstattung der Gloriette und dem skulpturalen Schmuck des Parks von Schloss Schönbrunn mit der Römischen Ruine und dem Obeliskbrunnen. Hetzendorf hatte viele junge Künstler, die in Wien tätig waren und am Anfang ihrer Laufbahn standen, zur Mitarbeit an seinen Projekten herangezogen. So arbeiteten Johann Martin Fischer und der „geschickte Ornamentbildhauer Benedikt H.“ im Jahre 1780 bei der Ausstattung der Michaelerkirche mit Hetzendorf zusammen. In diesem Jahr bewarb sich Henrici erfolglos um den Direktorsposten an der Bossier- und Ornamentschule der Akademie der bildenden Künste in Wien.
Von 1790 bis 1796 stand Henrici in Diensten bei der Magnatenfamilie Esterházy und war 1793 unter Fürst Anton Esterházy mit dem Bau von Stall- und Wachgebäuden von Schloss Esterházy in Eisenstadt betraut.
Henrici verstarb in Wien an „Nervenfieber“ und wurde am Ottakringer Friedhof bestattet. Er hinterließ zwei unmündige Kinder, zu deren Vormund sein langjähriger Kollege Johann Martin Fischer bestellt wurde.

## Bedeutung

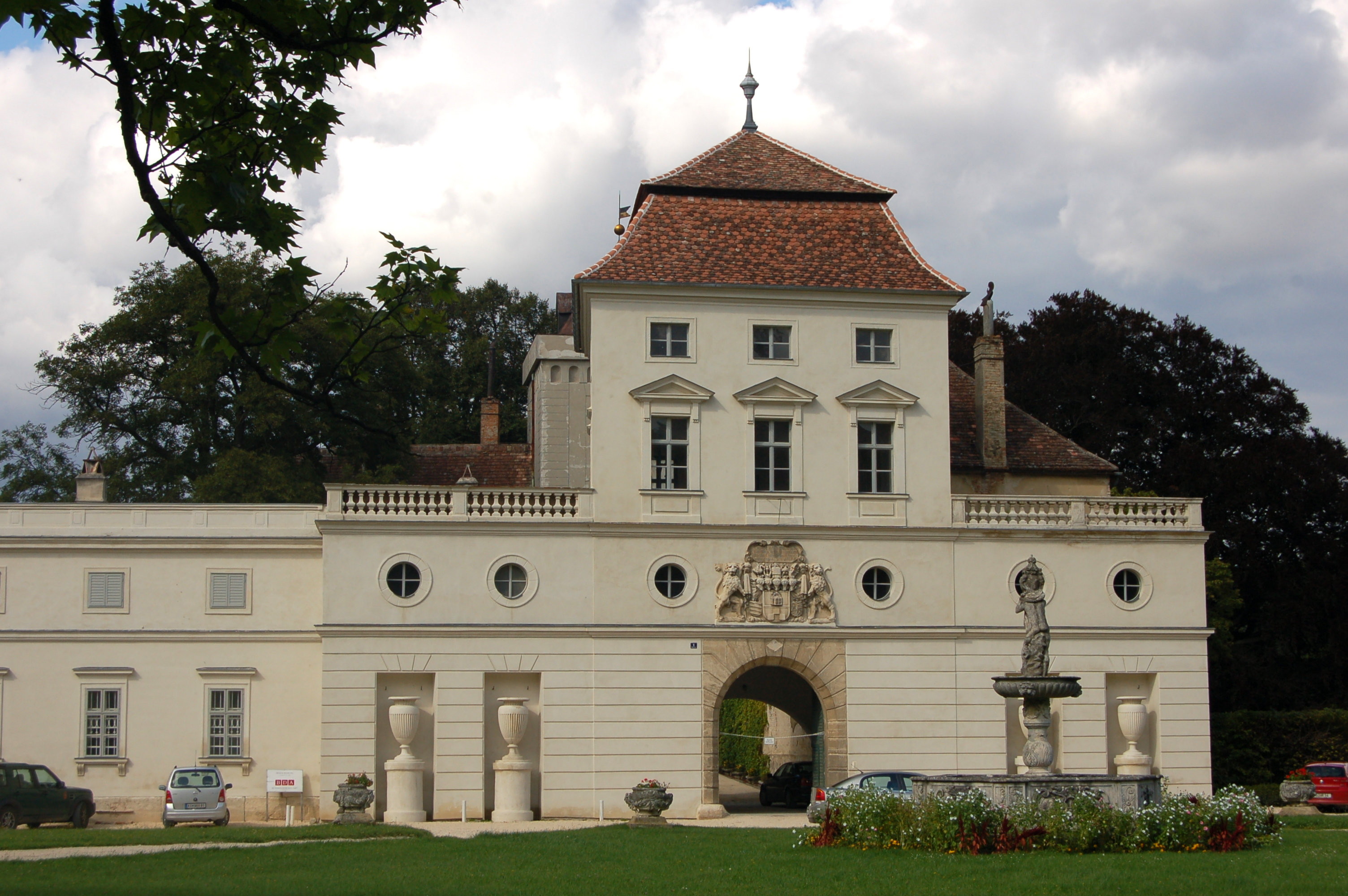
Klassizistische Fassade von Schloss Ernstbrunn

Henricis Werke an der Wende vom Spätbarock und Rokoko zum Klassizismus zeigen ihn als einen Künstler, der sowohl mit der Rokokoform des Kirchturms als auch mit Bauten der neuen Stilrichtung seine künstlerischen Fähigkeiten unter Beweis zu stellen verstand.
Sein erstes bedeutendes Werk ist der im Jahre 1772 erneuerte Turm der Stiftskirche in Wien, der mit den vergoldeten Verzierungen seine Inspiration aus dem Rokoko bezieht. Gegen Ende seiner Schaffensperiode war er nach 1790 an der Änderung der Fassaden von Schloss Ernstbrunn in einem noch nicht erforschten Ausmaß beteiligt, das die Änderung der Stilrichtung zum Klassizismus dokumentiert.

## Werke (Auswahl)
- 1772: Oberer Teil des Turmes und Turmhelm der Stiftskirche in Wien
- 1775: Gloriette im Schönbrunner Schlosspark
- 1777: Obeliskbrunnen im Schönbrunner Schlosspark
- 1780: Ornamentschmuck des Tabernakels am Hochaltar der Michaelerkirche in Wien
- 1782: Restaurierung der Grabdenkmäler der Familien Trautson und Mollart in der Michaelerkirche
- 1784: Hochaltar der Pfarrkirche Göllersdorf
- 1784–1786: Hochaltar der Schottenfelder Kirche in Wien nach einem Entwurf von Johann Baptist Hagenauer
- 1791: Innenausstattung des ehem. Palais Esterházy in Wien
- 1793: Stall- und Hauptwachgebäude im Schloss Esterházy in Eisenstadt
- 1796–1797: Innenausstattung des Palais Lamberg–Sprinzenstein in Wien